# Oliveria
Oliveria es un género de plantas  pertenecientes a la familia Apiaceae. Comprende 4 especies descritas y de estas, las 4 pendientes de ser aceptadas.

## Taxonomía
El género fue descrito por Étienne Pierre Ventenat y publicado en Description des Plantes Nouvelles . . . Jardin de J. M. Cels t. 21. 1801. La especie tipo es: Oliveria decumbens Vent.	

## Especies
A continuación se brinda un listado de las especies del género Oliveria aceptadas hasta julio de 2013, ordenadas alfabéticamente. Para cada una se indica el nombre binomial seguido del autor, abreviado según las convenciones y usos.
- Oliveria aucheri Jaub. & Spach
- Oliveria bruguieri Jaub. & Spach
- Oliveria decumbens Vent.
- Oliveria orientalis DC.